# Абрамцево (Вологодська область)
Абрамцево — сільце в Вологодському районі Вологодської області.
Входить до складу Спаського сільського поселення, з точки зору адміністративно-територіального поділу — в Спаській сільраді.
Відстань по автодорозі до районного центру Вологди — 13 км, до центру муніципального утворення Непотягово — 3 км. Найближчі населені пункти — Яскині, Іванівське, Родіонцево.
За перепису 2002 року населення — 7 осіб.